# Lợn hoang đảo Flores
Lợn hoang đảo Flores (Sus heureni), là 1 loài lợn thuộc chi Sus phân bố tại phía nam châu Á.